# مرکین
مرکین (به انگلیسی: Merkin) کلاه‌گیس آلت تناسلی است که سابقاً توسط زنان بدکاره استفاده می‌شد.

## در رسانه‌ها
- نام رئیس‌جمهور آمریکا در فیلم دکتر استرنجلاو «مرکین مافین» است که هر دو نام کوچک و خانوادگی اشاره به این‌گونه کلاه‌گیس دارند.

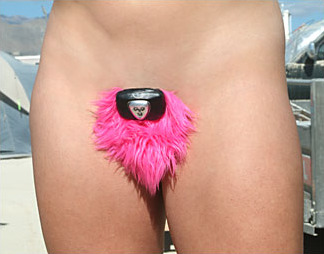
یک مرکین استفاده‌شده در فستیوال برنینگ من